# Ćulije
Ćulije (cyr. Ћулије) – wieś w Serbii, w okręgu raskim, w gminie Tutin. W 2011 roku liczyła 63 mieszkańców.